# Teguldet
Teguldet (russisch Тегульде́т) ist ein großes Dorf (selo) in der Oblast Tomsk in Russland mit 4385 Einwohnern (Stand 14. Oktober 2010).

## Geographie
Der Ort liegt gut 200 km Luftlinie ostnordöstlich des Oblastverwaltungszentrums Tomsk im südöstlichen Teil des Westsibirischen Tieflands. Er befindet sich am linken Ufer des Ob-Nebenflusses Tschulym.
Teguldet ist Verwaltungszentrum des Rajons Teguldetski sowie Sitz der Landgemeinde Teguldetskoje selskoje posselenije, zu der außerdem die Dörfer Baigaly (18 km südwestlich) und Kujanowskaja Gar (12 km ostnordöstlich) sowie die Siedlungen Pokrowski Jar, Tschet-Kontorka (beide knapp 30 km südlich am Fluss Tschet) und Zentropoligon (15 km nordöstlich am rechten Tschulym-Ufer) gehören.

## Geschichte
Das Dorf wurde 1911 in einem zuvor vorwiegend von Tschulymern bewohnten Gebiet, dessen russische Besiedlung erst gegen Ende des 19. Jahrhunderts begann, gegründet. Seit 1936 ist Teguldet Verwaltungssitz eines nach ihm benannten Rajons.

### Bevölkerungsentwicklung
| Jahr | Einwohner |
| ---- | --------- |
| 1939 | 2929      |
| 1959 | 3198      |
| 1970 | 5025      |
| 1979 | 5302      |
| 1989 | 5193      |
| 2002 | 4787      |
| 2010 | 4385      |

Anmerkung: Volkszählungsdaten

## Verkehr
Teguldet ist Endpunkt der Regionalstraße 69K-5, die etwa 130 km südwestlich bei Bolsche-Dorochowo von der 69K-3 aus Richtung Tomsk nach Assino und Perwomaiskoje abzweigt und über das benachbarte Rajonzentrum Syrjanskoje das linke Tschulym-Ufer aufwärts führt.
Die nächste Bahnstation befindet sich in der Stadt Assino an der Strecke Taiga – Tomsk – Bely Jar. Ein ab 1961 errichtetes, etwa 100 km langes Waldbahnsystem ab Teguldet überwiegend in südlicher und südöstlicher Richtung wurde in den 1990er-Jahren stillgelegt.

## Söhne und Töchter des Ortes
- Witali Makarow (* 1974), Judoka